# Роблес, Луис
Луи́с Ро́блес (англ. Luis Robles; 11 мая 1984, военная база Форт-Хуачука, Аризона, США) — американский футболист, вратарь. Выступал за сборную США

## Ранние годы
Роблес родился на военной базе Форт-Хуачука в семье американского военнослужащего пуэрто-риканского происхождения и кореянки. Детство провёл в Сьерра-Висте.

## Клубная карьера
Роблес начал заниматься в футболом во время обучения в Портлендском университете, где он выступал за футбольную команду учебного заведения. В летние межсезонья в колледжах 2003 и 2004 годов он играл за молодёжную команду «Колорадо Рэпидз» в Premier Development League, четвёртом дивизионе.
В 2007 году Луис покинул США и переехал в Европу, где стал футболистом немецкого клуба «Кайзерслаутерн». Первый сезон он провёл выступая за дубль, а во втором был включён в заявку основной команды. 17 октября 2008 года в матче против «Рот-Вайсса» Роблес дебютировал во Второй Бундеслиге. В следующем году он помог команде выиграть первенство второго дивизиона и выйти в Бундеслигу.
Летом 2010 года Луис перешёл в «Карлсруэ». 1 октября в поединке против «Ингольштадт 04» он дебютировал за новую команду. Во втором сезоне Роблес потерял место в основе клуба и решил вернуться в США.
8 августа 2012 года Луис подписал контракт с «Нью-Йорк Ред Буллз». 29 сентября в матче против канадского «Торонто» он дебютировал в MLS. В 2013 году Роблес выиграл Supporters’ Shield в составе «красных быков». По итогам сезона 2015 Роблес был признан вратарём года в MLS. Перед стартом сезона 2018 «Нью-Йорк Ред Буллз» выбрали Роблеса новым капитаном. В мае 2018 года прервалась его рекордная в истории MLS серия матчей подряд: с сентября 2012 года Роблес без замен сыграл 183 матча, находясь на поле непрерывно в течение 16 740 минут. По окончании сезона 2019 «Нью-Йорк Ред Буллз» не продлили контракт с Роблесом.
2 декабря 2019 года Роблес на правах свободного агента присоединился к клубу-новичку MLS «Интер Майами». 25 февраля 2020 года он был выбран первым в истории клуба капитаном. 1 марта он защищал ворота «Интер Майами» в его дебютном матче в MLS, соперником в котором был «Лос-Анджелес». 3 октября в матче против «Нью-Йорк Сити» он сломал левую руку в столкновении с Гари Макай-Стивеном. По окончании сезона 2020 «Интер Майами» не стал продлевать контракт с Роблесом.
6 января 2021 года Луис Роблес объявил о завершении футбольной карьеры.

## Международная карьера
В 2009 году Роблес попал в заявку национальной команды на участие в Золотом кубке КОНКАКАФ. 11 июля в матче против сборной Гаити в составе дебютировал в сборной США. По итогам соревнований Луис завоевал серебряную медаль.
В том же году Роблес был в заявке сборной на Кубке конфедераций в ЮАР. Несмотря на то, что на турнире он был запасным и не сыграл ни минуты, Луис стал серебряным призёром.

## Достижения
Клубные
 «Нью-Йорк Ред Буллз»
- Обладатель Supporters’ Shield — 2013, 2015, 2018

Международные
 США
- Золотой кубок КОНКАКАФ — 2009
- Кубок конфедераций — 2009

Личные
- Вратарь года в MLS — 2015
- Символическая сборная MLS — 2015